# Est
L'est è uno dei quattro punti o direzioni cardinali, è opposto all'ovest ed è perpendicolare a nord e sud. È sinonimo di «oriente» e «levante».
Per un osservatore ubicato sulla superficie terrestre, l'est è la direzione sull'orizzonte indicante il punto dal quale sorge il Sole agli equinozi (21 marzo, 23 settembre).

## Terminologia
Il termine Est spesso si riferisce alle nazioni poste ad oriente rispetto all'Europa. Quando viene usato in questo senso esso può, a seconda del contesto, riferirsi ad Europa orientale, Medio Oriente, Estremo Oriente, Sud-est asiatico o all'Asia in generale. Questo significato della parola può anche rimandare a quello generico di civiltà orientale.

## Significato culturale

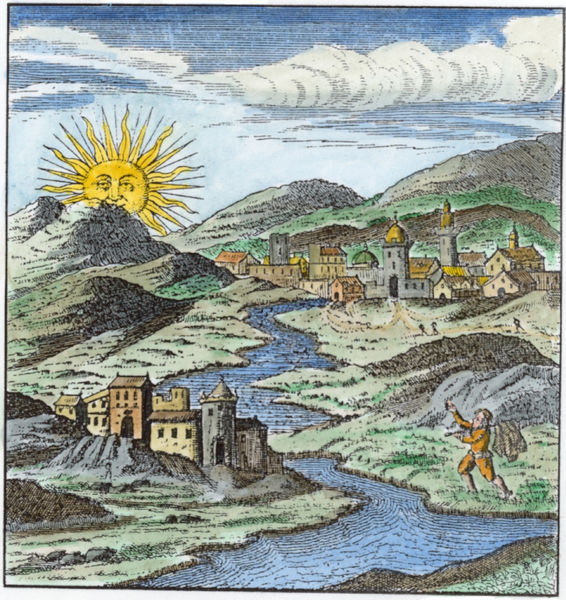
Il Sole che sorge sulla città, ventiduesima illustrazione allegorica dal trattato di alchimia Splendor Solis (XVI sec.)

L'oriente ha sempre simboleggiato la nascita e la crescita, la sorgente della luce, intesa in senso metaforico come l'illuminazione della conoscenza che dissipa le tenebre dell'ignoranza. Per questo la maggior parte dei templi, delle chiese e dei luoghi di culto in generale, come sosteneva Vitruvio, erano rivolti verso est. Il verbo «orientare» che ne deriva, non a caso, alludeva alla disposizione di questi edifici verso il sorgere del Sole.
(Sant'Ambrogio)
Analogamente nella massoneria, il Maestro della Loggia siede ad Oriente, che simboleggia il mondo spirituale, invisibile agli occhi, ma da cui proviene la luce, contrapposto a quello concreto e materiale in cui essa tramonta. Anche alcuni trattati alchemici, intitolati significativamente Aurora Consurgens, cioè «aurora nascente», accennavano con questa espressione al risveglio iniziatico delle facoltà latenti dell'uomo.
Fra le età della vita l'est corrisponde all'infanzia e all'adolescenza, tra i quattro elementi classici all'aria, fra i temperamenti umorali al sanguigno, tra le parti della giornata al mattino, nelle carte degli arcani minori al seme di spade, tra le fasi dell'opera alchemica all'albedo.
Nell'astrologia occidentale l'est è il punto che in un tema natale determina l'ascendente, cioè l'inizio della prima casa, ed il segno zodiacale che rappresenta l'aspetto dell'individuo, l'approccio al mondo, e la «prima impressione» che si dà agli altri circa il proprio modo di essere.

### Mitologia
Nella mitologia norrena esisteva un nano posto a est che reggeva la volta celeste: Austri.